# Niklas Hartweg
Niklas Hartweg (* 1. března 2000 Karlsruhe) je švýcarský biatlonista německého původu.
Biatlonu se věnuje od roku 2009.  Ve světovém poháru nastoupil poprvé v listopadu 2020 ve vytrvalostním závodě v Kontiolahti, kde po jedné chybě ve střelbě dojel na 54. místě.
Ve své dosavadní kariéře nezvítězil ve světovém poháru v žádném individuálním závodě. Jeho nejlepším umístěním jsou 2. místa z vytrvalostního závodu Kontiolahti z listopadu 2022 a ze závodu s hromadným startem z Osla z března 2023. V kolektivních závodech obsadil spolu s Aitou Gasparinovou první místo v závodě smíšených dvojic v Pokljuce v březnu 2025.

## Výsledky

### Olympijské hry a mistrovství světa
| Sezóna  | Akce | Místo                | SP  | SZ  | HZ  | IZ  | ŠT  | SŠT | SZD | Věk    |
| ------- | ---- | -------------------- | --- | --- | --- | --- | --- | --- | --- | ------ |
| 2020/21 | MS   | Pokljuka             | 50. | 48. | –   | –   | 12. | –   | –   | 20 let |
| 2021/22 | ZOH  | Peking               | 37. | 38. | –   | 56. | 11. | –   | ×   | 21 let |
| 2022/23 | MS   | Oberhof              | 25. | 17. | –   | 6.  | 6.  | 7.  | 12. | 22 let |
| 2023/24 | MS   | Nové Město na Moravě | 22. | 22. | 22. | 11. | 14. | 4.  | 5.  | 23 let |
| 2024/25 | MS   | Lenzerheide          | 19. | 18. | 17. | 5.  | 7.  | 6.  | 4.  | 24 let |

Poznámka: Výsledky z olympijských her se do hodnocení světového poháru nezapočítávají, výsledky z mistrovství světa se dříve započítávaly, od mistrovství světa v roce 2023 se nezapočítávají.

## Vítězství v závodech světového poháru, na mistrovství světa a olympijských hrách

### Kolektivní
| Č. | sezóna    | datum           | místo               | disciplína           |
| -- | --------- | --------------- | ------------------- | -------------------- |
| 1. | 2024/2025 | 16. března 2025 | Pokljuka, Slovinsko | smíšený závod dvojic |